# Feketearcú hangyászrigó
A feketearcú hangyászrigó (Formicarius analis) a madarak osztályának verébalakúak (Passeriformes) rendjébe földihangyászfélék (Formicariidae) családjába tartozó faj.

## Rendszerezése
A fajt Alcide d’Orbigny és Frédéric de Lafresnaye írták le 1857-ben, a Myothera nembe Myothera analis néven.

## Alfajai
- Formicarius analis analis (Orbigny & Lafresnaye, 1837)
- Formicarius analis connectens Chapman, 1914
- Formicarius analis crissalis (Cabanis, 1861)
- Formicarius analis griseoventris Aveledo & Gines, 1950
- Formicarius analis hoffmanni (Cabanis, 1861)
- Formicarius analis olivaceus Zimmer, 1931
- Formicarius analis panamensis Ridgway, 1908
- Formicarius analis paraensis Novaes, 1957
- Formicarius analis saturatus Ridgway, 1893
- Formicarius analis umbrosus Ridgway, 1893
- Formicarius analis virescens Todd, 1915
- Formicarius analis zamorae Chapman, 1923[2]

## Előfordulása
Mexikó, Belize, Costa Rica, Honduras, Nicaragua, Guatemala, Panama, Bolívia, Brazília, Kolumbia, Ecuador, Francia Guyana,  Guyana, Peru, Suriname, Trinidad és Tobago, valamint Venezuela területén honos.
Természetes élőhelyei a szubtrópusi vagy trópusi mocsári erdők, síkvidéki és hegyi esőerdők. Állandó, nem vonuló faj.

## Megjelenése
Testhossza 17 centiméter, testtömege 45-67 gramm.

## Életmódja
Tápláléka hangyákból áll, melyet a talajon keresgél.

## Természetvédelmi helyzete
Az elterjedési területe nagyon nagy, egyedszáma ugyan csökken, de még nem éri el a kritikus szintet. A Természetvédelmi Világszövetség Vörös listáján nem fenyegetett fajként szerepel.